# Kanfen
Kanfen ist eine französische Gemeinde mit 1234 Einwohnern (Stand 1. Januar 2022) im Département Moselle in der Region Grand Est (bis 2015 Lothringen). Sie gehört zum Arrondissement Thionville.

## Geografie
Die Gemeinde Kanfen liegt nahe der Grenze zu Luxemburg, etwa neun Kilometer nordwestlich von Thionville auf einer Höhe zwischen 198 und 400 m über dem Meeresspiegel. Das Gemeindegebiet umfasst 8,5 km². Hier entspringt das Flüsschen Kiesel.

## Geschichte
Der Ort wurde erstmals 1239 als Cantevanne erwähnt und gehört seit 1661, mit einer Unterbrechung von 1871 bis 1918 (Reichsland Elsaß-Lothringen), zu Frankreich.

## Kultur und Sehenswürdigkeiten

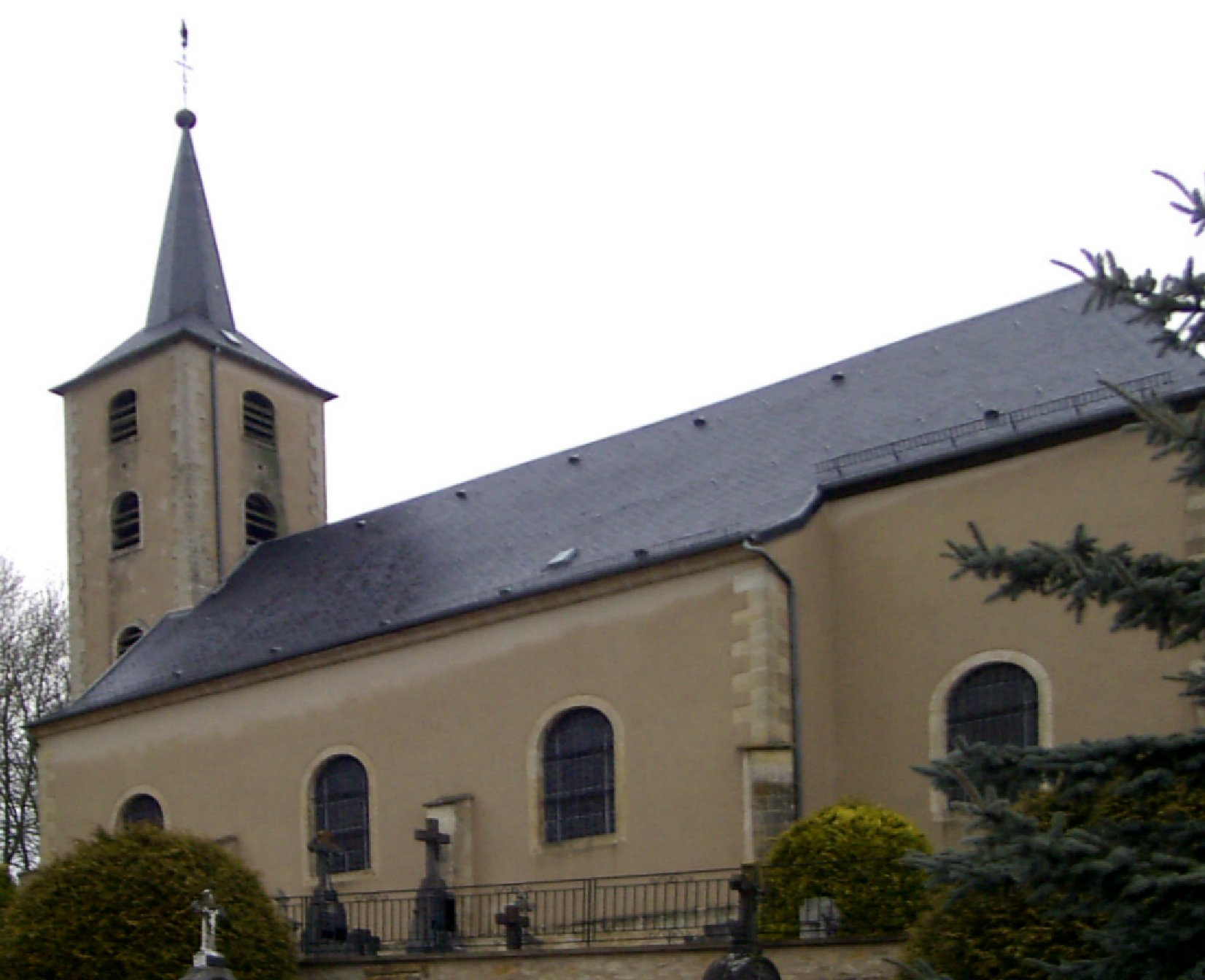
Die südwestlich vom Dorfkern liegende Kirche Saint-Maurice

### Bevölkerungsentwicklung
| Jahr      | 1962 | 1968 | 1975 | 1982 | 1990 | 1999 | 2007 | 2019 |
| Einwohner | 503  | 483  | 469  | 615  | 722  | 776  | 982  | 1198 |